# Villarrica (Tolima)
Pour les articles homonymes, voir Villarrica.
Villarrica est une municipalité colombienne située dans le département de Tolima.